# Bodotria platybasis
Bodotria platybasis is een zeekommasoort uit de familie van de Bodotriidae. De wetenschappelijke naam van de soort is voor het eerst geldig gepubliceerd in 1981 door Radhadevi & Kurian.